# Heinrich Claß
Heinrich Claß (29 de febrero de 1868 - 16 de abril de 1953) fue un político nacionalista alemán, un pangermanista, un antisemita y un "racista rabioso". Presidió la Liga Pangermana de 1908 a 1939.

## Biografía

### Primeros años
Claß nació en Alzey. Su padre era notario. Estudió derecho en la Universidad Humboldt de Berlín, la Universidad de Friburgo y la Universidad de Giessen hasta 1891, cuando se convirtió en un aprendiz legal. En 1894, se estableció en Mainz como abogado. 

### Carrera política
En 1894, Claß fue miembro fundador de la "Asociación alemana" nacionalista, que propagó el "germanismo puro" al excluir a las minorías étnicas. Su principal influencia ideológica era Heinrich von Treitschke, de quien afirmó: «Treitschke fue el maestro que determinó mi vida».
En 1897, se convirtió en miembro de la Liga Pan-Alemana, donde fue elegido para la dirección en 1901. Después de convertirse en presidente en 1908, comenzó a cambiar la dirección de la Liga a posiciones más radicales. 
Entró en conflicto con Theobald von Bethmann-Hollweg, especialmente en la crisis de Agadir en 1911, donde la Liga mostró sus posiciones radicales. Desde la "hostilidad hereditaria" hacia Francia y una "inferioridad moral" de Inglaterra, Claß abogó por una guerra rápida, que llevaría al Reich alemán al "poder mundial" y la expansión territorial.
También en 1911 fue uno de los miembros fundadores de la Deutscher Wehrverein (Sociedad Alemana del Ejército), tratando de impulsar el armamento de Alemania.
Claß es comúnmente conocido por sus libros sobre política de extrema derecha, escritos bajo el seudónimo de Daniel Frymann o Einhart. El más famoso de ellos fue su libro de 1912 Wenn ich der Kaiser wär (Si yo fuera el emperador), en el que agita por el imperialismo, el pangermanismo y el antisemitismo. 
Durante la Primera Guerra Mundial, Claß pidió la anexión de Bélgica. En 1917, fundó el Partido Patriota Alemán junto con Alfred von Tirpitz y Wolfgang Kapp. 
Después de 1918, Claß conoció a Adolf Hitler y apoyó su golpe en 1923. En 1931, fue uno de los miembros fundadores del Frente de Harzburg. De 1933 a 1939, Claß fue miembro del NSDAP en el Reichstag. Es de destacar que el imperialismo radical y el pangermanismo de Claß, así como su antisemitismo tuvieron una influencia significativa en los nacionalsocialistas. 

### Vida posterior
Desde 1943 hasta 1953 vivió con su hija en Jena, donde murió.

## Obras
- Bilanz eines neuen Kurses. - Berlín: Alldt. Verl., 1903.
- (como Einhart): Deutsche Geschichte. - Leipzig   : Diederich, 1909.
- (como Daniel Frymann): Wenn ich der Kaiser wär: Politische Wahrheiten und Notwendigkeiten. - Leipzig: Dieterich, 1912 (desde 1925 conocido como Das Kaiserbuch).
- West-Marokko deutsch !. - Múnich: Lehmann, 1911.
- Wider den Strom: vom Werden und Wachsen der nationalen Opossition im alten Reich. - Leipzig: Köhler, 1932.
- Zum deutschen Kriegsziel. Eine Flugschrift. - Múnich: Lehmann, 1917.